# Berengario I di Tolosa
Berengario, detto il Saggio, Bérenger in francese e Berenguer in spagnolo, in portoghese, in catalano, in aragonese e in galiziano (Gerona, 790 circa – 836 circa), fu conte di Tolosa dall'816 fino alla sua morte e duca di Settimania, conte di Barcellona, conte di Gerona, conte di Rossiglione e conte di Empúries dall'832 fino alla sua morte.

## Origine
Secondo la Vita Hludowici Imperatoris era figlio del conte Unroch (?-853. Unroch, figlio di Adalgaudo è citato come uno dei nobili Sassoni di Vestfalia che, nell'802, giurarono fedeltà a Carlo Magno e poi fu, sempre per l'imperatore, nell'806, tra i suoi missi dominici e, secondo gli Annales Regni Francorum e gli annali di Eginardo, nell'811, fu uno dei nobili Franchi che partecipò alle trattative di pace tra l'imperatore Carlo Magno e il re dei Danesi, Hemming. Secondo Eginardo, inoltre, fu tra i quindici conti che furono testimoni del testamento di Carlo Magno, nell'814. Secondo gli Annales Bertiniani, nell'839 risulta conte di Ternois, (nell'attuale dipartimento del Passo di Calais). In tarda età si ritirò nell'abbazia di San Bertino, dove il suo terzo figlio, sempre secondo gli Annales Bertiniani, Adalardo (circa 810-864), si era consacrato alla vita religiosa e dove Unroch morì, prima del novembre 853) e della moglie, di cui si conosce solo il nome, Engeltrude, ma non gli ascendenti. Suo fratello fu il marchese (853-864) Eberardo del Friuli (circa 805-864) che fu il padre dell'imperatore Berengario del Friuli (850-924).

## Biografia
Secondo la Vita Hludowici Imperatoris, nell'816, alla morte di, Begone, ricevette il titolo di conte di Tolosa, dall'imperatore Ludovico il Pio, che il cronista Thegano definisce parente di Berengario.

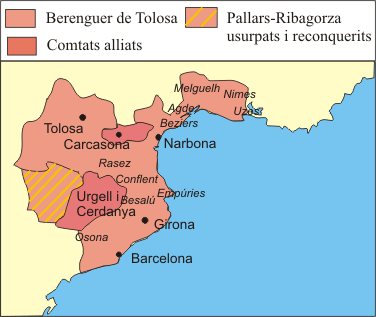
Tutti i territori di Berengario, dopo l'832, sono colorati di marrone

Dall'817 fu consigliere del nuovo re d'Aquitania Pipino I, messo sul trono, in quello stesso anno, dal padre, Ludovico il Pio.
Nell'818 Pipino I chiese al duca di Guascogna, Lupo III, di riconoscere l'autorità regale. Al rifiuto del duca di Guascogna l'imperatore stesso bandì dal suo regno Lupo III, che si ribellò, e nell'819, Pipino I entrò in armi in Guascogna, con il conte Berengario di Tolosa ed il conte d'Alvernia, Guerino, che sconfissero Lupo e misero in fuga parecchi dei suoi sostenitori, tra cui suo fratello, Gersando, che fu ucciso durante la fuga. Lupo III, accusato di slealtà, fu immediatamente deposto ed esiliato e la Guascogna fu data in amministrazione al conte Berengario di Tolosa.
In diverse carte, tra l'825 e l'830, Berengario è citato come uno dei missi dominici di Ludovico il Pio, come riportato nei Capitulares.
Nell'831 Pipino I, contro il parere di Berengario ma con l'appoggio di Bernardo di Settimania, si ribellò al padre, l'imperatore Ludovico il Pio. Berengario attaccò i territori di Bernardo, lo batté (832) e lo costrinse ad arrendersi obbligandolo a presentarsi all'imperatore, assieme a Pipino I, che fu imprigionato e il suo regno fu dato a Carlo il Calvo; mentre Bernardo, assieme al fratellastro, Gocelone, conte di Empúries, furono accusati di infedeltà ed esautorati da tutti i loro domini, che furono dati a Berengario, che divenne, così anche conte di Barcellona, duca di Settimania e marchese della marca di Spagna e conte di Empúries.
Nell'834 Pipino I si riconciliò con il padre e si schierò con lui contro il fratello Lotario I. Alla difesa di Chalon-sur-Saône, Pipino, con l'aiuto di Bernardo di Settimania, sconfisse il fratello Lotario e Bernardo reclamò allora tutti i suoi titoli che erano andati, due anni prima a Berengario, che però si oppose in quanto era sempre rimasto fedele sia all'imperatore che al re Pipino I.
Nell'835 l'imperatore convocò un'assemblea nei pressi di Lione, per rappacificarsi con il figlio, Lotario I, e Berengario, definito saggio parente dell'imperatore fu tra i tre messi imperiali che furono accanto a Lotario e portarono a buon fine la loro missione: Lotario riconobbe l'autorità paterna e gli giurò fedeltà.
Nell'836, dopo un'ulteriore missione in Italia, presso Lotario I, durante il viaggio di ritorni in Aquitania, assieme a Pipino I, però Berengario, definito duca fedele e saggio, che a lungo brillò presso Ludovico il Pio e i suoi figli, inaspettatamente morì, per cui la contea di Tolosa, la contea di Barcellona, il ducato di Settimania ed il marchesato della Marca di Spagna furono assegnati a Bernardo.

## Discendenza
Di Berengario non si conosce né il nome della moglie né alcuna discendenza

## Ascendenza
|                         |                  |                     | Genitori |  |  | Nonni |  |  | Bisnonni |  |
|                         |                  |                     |          |  |  | …     |  |  | …        |  |
|                         |                  |                     |          |  |  | …     |  |  | …        |  |
|                         |                  | …                   |          |  |  | …     |  |  |          |  |
| Unruoch II del Friuli   |                  |                     |          |  |  | …     |  |  |          |  |
|                         |                  | …                   | …        |  |  |       |  |  |          |  |
|                         |                  | …                   | …        |  |  |       |  |  |          |  |
|                         |                  | …                   | …        |  |  |       |  |  |          |  |
| Berengario I del Friuli |                  | …                   |          |  |  |       |  |  |          |  |
|                         | Begone di Tolosa | Gerardo I di Parigi |          |  |  |       |  |  |          |  |
|                         | Begone di Tolosa | Gerardo I di Parigi |          |  |  |       |  |  |          |  |
|                         | Begone di Tolosa | Rotrude             |          |  |  |       |  |  |          |  |
| Engeltrude di Tolosa    | Begone di Tolosa |                     |          |  |  |       |  |  |          |  |
|                         |                  | Alpais              | …        |  |  |       |  |  |          |  |
|                         |                  | Alpais              | …        |  |  |       |  |  |          |  |
|                         |                  | Alpais              | …        |  |  |       |  |  |          |  |
|                         |                  | Alpais              |          |  |  |       |  |  |          |  |

### Fonti primarie
- (LA) Monumenta Germaniae Historica, tomus I, su dmgh.de. URL consultato l'8 giugno 2012 (archiviato dall'url originale il 28 settembre 2013).
- (LA) Monumenta Germaniae Historica, tomus II, su books.google.com.
- (LA) ANNALES REGNI FRANCORUM, su thelatinlibrary.com. URL consultato il 23 gennaio 2021 (archiviato dall'url originale il 5 febbraio 2012).
- (LA) Monumenta Germaniae Historica, tomo legum primo, su books.google.it.
- (LA) Annales Bertiniani, su gallica.bnf.fr.

### Letteratura storiografica
- René Poupardin, Ludovico il Pio, in «Storia del mondo medievale», vol. II, 1979, pp. 558–582